# Buffonellaria porcellana
Buffonellaria porcellana är en mossdjursart som beskrevs av Aristegui 1988. Buffonellaria porcellana ingår i släktet Buffonellaria och familjen Celleporidae. Inga underarter finns listade i Catalogue of Life.